# Jogos Escolares de Minas Gerais
Os Jogos Escolares de Minas Gerais são uma competição esportiva que acontece entre as escolas públicas e particulares dos municípios de Minas Gerais. Essas olimpíadas fazem parte do projeto Minas Esporte do Governo do Estado, e são realizadas em parceria com a secretaria de estado de educação.
Os jovens de 12 a 14 anos competem no módulo 1, e os de 15 a 17 anos competem no módulo 2, havendo separação entre masculino e feminino. Em 2011, os mais de 160 mil alunos poderão competir nas modalidades de atletismo, atletismo PCD, basquete, futsal, handebol, judô, natação, peteca, tênis de mesa, vôlei e xadrez, havendo separação entre o masculino e o feminino.
A competição é dividida em 4 etapas. A municipal, a microrregional, a regional e finalmente a estadual. Os campeões da etapa estadual seguem para as Olimpíadas Escolares.

## Números dos Jogos
Contam com mais de 160 mil alunos, 8 mil professores, 16 mil profissionais envolvidos gerando 3 mil empregos diretos e 8 mil indiretos com cerca de 500 mil espectadores.

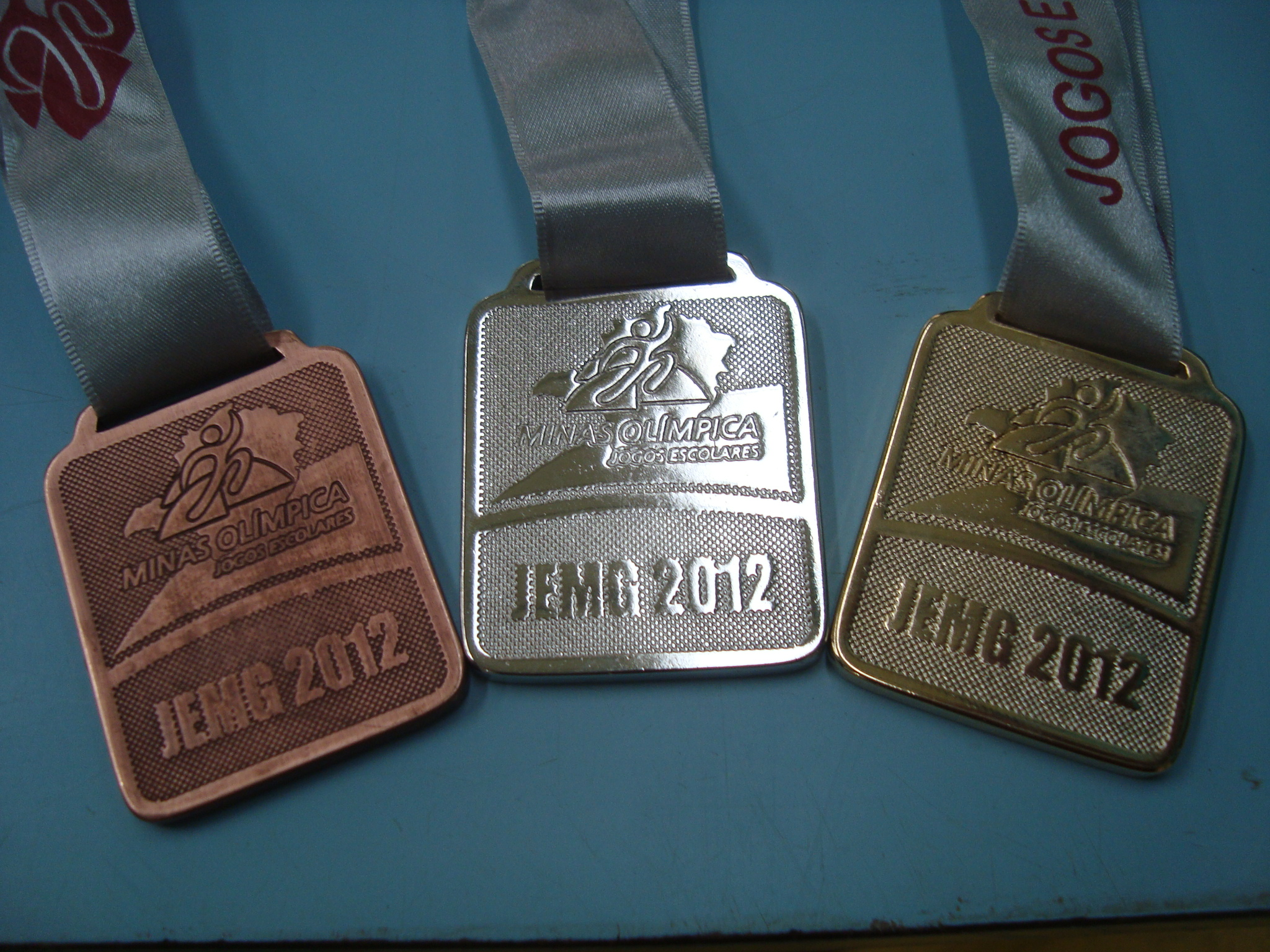
Medalhas da etapa microrregional, em 2012.

## JEMG 2009
160 mil alunos-atletas de 4.249 escolas participaram do JEMG esse ano, representando 605 municípios, o equivalente a 71% das cidades mineiras. Nesse ano, o JEMG bateu o recorde de inscrições.
Os campeões da etapa estadual do Jemg participaram das Olimpíadas Escolares, que foram realizadas em Maringá e Londrina (PR). Ao todo, participaram cerca de 4.100 atletas, de 28 delegações.

## JEMG 2010

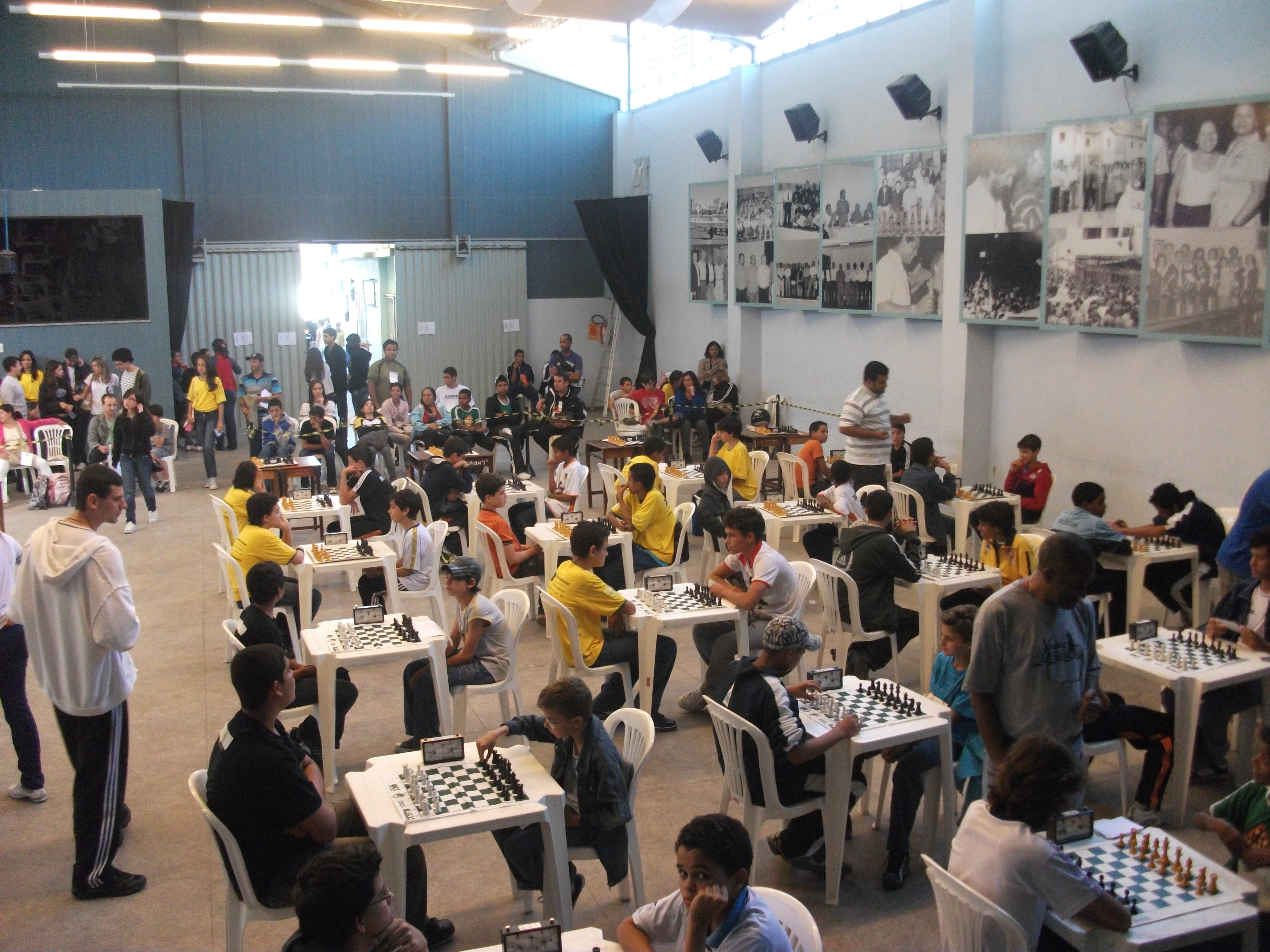
Competição de Xadrez em Monlevade, em 2010.

Em 2010, foram inscritos 184.050 mil alunos-atletas, vindos de 4.700 escolas inscritas. Os 667  municípios, correspondentes a 78% das cidades do estado, foram divididos em 47 microrregiões e 6 regiões. Pelo segundo ano consecutivo, o JEMG bateu o recorde de inscrições.
A fase estadual foi disputada em Patos de Minas, no período de 9 a 14 de agosto. Na cerimônia de abertura, houve apresentações artísticas, bandas de música e o desfile das cerca de 160 delegações. A cerimônia foi marcada pelo desfile da tocha olímpica e o acendimento da pira, e em seguida houve o  juramento de respeito e lealdade ao esporte. A cidade recebeu mais de 4 mil estudantes de todo o estado.[carece de fontes?]
Após a competição, os atletas de Alfenas e de Manhumirim foram recebidos pelo prefeito de suas respectivas cidades, tanto para agradecerem o apoio quanto para receberem os parabéns pelo desempenho na competição.

## JEMG 2011
Em 2011, 683 municípios se dividiram em 65 microrregiões. As inscrições para os jogos começaram em 15 de fevereiro. A etapa microrregional começou em 1 de abril e terminou em 5 de junho, a etapa regional dura de 27 de junho a 2 de julho, e a estadual de 8 até 13 de agosto.[carece de fontes?]

### Etapa microrregional
Em Vespasiano, a etapa microrregional ocorrerá entre os dias 10 e 14 de maio. A abertura oficial ocorreu na noite do dia 10, na Praça de Esportes. As modalidades são futsal e handebol (categorias masculino e feminino), basquete (masculino) e voleibol (feminino). 22 municípios se inscreveram para participar das microrregionais em Guanhães.
Oliveira recebe atletas de 38 escolas, de 14 cidades, e sediará partidas de basquete, futsal, handebol e vôlei. Em Cataguases, 10 cidades serão representadas por 35 escolas, nas modalidades de futsal, handebol e vôlei. Em Lagoa da Prata serão 32 escolas de 16 cidades. Em São José do Goiabal competirão 10 escolas de 6 cidades.
O município de Ferros recebe atletas de seis municípios, havendo apenas a modalidade de futsal.[carece de fontes?] Em Paracatu, 10 escolas de 4 municípios disputarão partidas futsal e handebol. Em Muriaé, 22 escolas de 13 cidades jogarão futsal, handebol, vôlei e xadrez.[carece de fontes?]

### Etapa regional
Em fevereiro desse ano, foi definido que Guanhães seria uma sede da etapa regional.

## JEMG 2012
Neste ano, pela primeira vez, os alunos classificados até o 4º lugar nas modalidades de xadrez e judô recebem medalha. Nos anos anteriores, os quartos lugares eram classificados para a próxima etapa, mas não recebiam medalha.

## JEMG 2015
As modalidades disponíveis no JEMG/2015 são: atletismo, atletismo PCD, badminton, basquete, bocha, ciclismo, futsal, futebol de 5 (masculino), futebol de 7 (masculino), ginástica artística, ginástica rítmica (feminino), ginástica de trampolim, goalball, handebol, judô, judô PCD, luta olímpica, natação, natação PCD, peteca, tênis de mesa, tênis de mesa PCD, tênis em cadeira de rodas, voleibol, voleibol de praia, voleibol sentado e xadrez, nos naipes masculino e feminino.